# Micrococcaceae
Die Micrococcaceae sind eine Bakterienfamilie. Die deutsche Bezeichnung Mikrokokken (eingedeutschter Plural aus dem latinisierten Singular Micrococcus, der sich aus den beiden altgriechischen Bestandteilen  μικρός mikros, deutsch ‚klein‘ und altgriechisch κόκκος kókkos, deutsch ‚Kern, Korn‘ zusammensetzt) stellt den Trivialnamen mehrerer Arten grampositiver, unbeweglicher, aerober, in der Regel nicht pathogener Kokken (kugelförmige Bakterien) dar. Sie waren ursprünglich der Gattung Micrococcus zugeordnet, einige gehören aber mittlerweile anderen, verwandten Gattungen an, daher wird die Bezeichnung Mikrokokken auch für die Familie der Micrococcaceae verwendet. Bei vielen Vertretern der Familie ist bereits durch den Gattungsnamen erkennbar, dass es sich bei ihnen um Kokken handelt, z. B. Citricoccus. Aber auch Bakterien, deren Zellen stäbchenförmig sind oder die sich in ihrem Lebenszyklus von einer Kokkenform zu Stäbchen entwickeln, gehören der Familie an, beispielsweise Arten der Gattung Arthrobacter und verwandter Gattungen.

## Merkmale und Vorkommen
Es handelt sich um nicht aktiv bewegliche Bakterien mit aeroben Stoffwechsel. Die grampositiven kokkenförmigen Zellen sind in Trauben, Haufen, paarweise oder in kurzen Ketten angeordnet. Typisch ist ihr hoher GC-Gehalt im Genom. Viele „Mikrokokken“ sind Bewohner von Böden, Schlämmen und Oberflächenwasser. Vertreter einiger Arten werden häufig auf der Haut und den Schleimhäuten von Menschen und Tieren gefunden. Einige Arten finden sich in (insbesondere fermentierten) Lebensmitteln und tragen dort zur Geschmacksbildung bei. Bei abwehrgeschwächten Personen und im Zusammenhang mit implantierten Fremdkörpern sind für einige Vertreter, wie Arten der Gattungen Kocuria und Kytococcus, Infektionen beim Menschen beschrieben.
Mitglieder der Gattung Arthrobacter sind typische Bodenbewohner. Sie sind von pleomorpher Gestalt und besonders widerstandsfähig gegen Nahrungsmangel und Austrocknung. 2016 wurden viele Arthrobacter-Arten in neu beschriebene Gattungen gestellt.

## Systematik

### Historische Entwicklung
Die heutige Familie Micrococcaceae entspricht in ihrer Zusammensetzung nicht mehr der früheren Familie gleichen Namens. Zu dieser gehörte u. a. auch die Gattung Staphylococcus, die allerdings keine engere verwandtschaftliche Beziehung zu den „Mikrokokken“ besitzt. Zur Familie Micrococcaceae werden u. a. die Gattungen Kocuria, Micrococcus und Nesterenkonia gezählt, die 1995 aus der ursprünglichen Gattung Micrococcus entstanden. Auch die Gattungen Dermacoccus und Kytococcus wurden früher der Gattung Micrococcus zugerechnet, sind jedoch nun der Familie Dermacoccaceae zugehörig. Beide Familien gehörten zur Unterordnung Micrococcineae in der Ordnung Actinomycetales (Stand 2009). Weitere phylogenetische Untersuchungen der 16S rRNA führten zu einer neuen Systematik der Actinobacteria, die 2012 in der 2. Auflage des Bergey’s Manual of Systematic Bacteriology vorgestellt wurde. Darin wurden die Unterklassen zu Klassen und die Unterordnungen zu Ordnungen angehoben. Somit gehört die Familie Micrococcaceae nun zur Ordnung Micrococcales (Stand 2018).
Im Rahmen der Entdeckung mehrerer neuer Bakterienspezies zu Beginn des 21. Jahrhunderts wurden diese zunächst in einer neuen, eigenständigen Familie Yaniaceae fam. nov. (2005) klassifiziert, die später in Yaniellaceae fam. nov. (2008) umbenannt wurde. Diese beiden Taxa stellen jedoch lediglich Synonyme für die Familie Micrococcaceae dar und die neu entdeckten Bakterien der Gattung Yaniella gehören seit 2011 zur Familie Micrococcaceae.
Ende 2012 wurde die Familie Micrococcaceae um eine neue Gattung Enteractinococcus gen. nov. erweitert. Enteractinococcus coprophilus sp. nov. ist die Bezeichnung für die dazugehörige Bakterienart, die aus dem Kot eines Südchinesischen Tigers (Panthera tigris amoyensis) isoliert wurde. Der untersuchte Bakterienstamm weist in den morphologischen und chemotaxonomischen Merkmalen Unterschiede zu den bisher beschriebenen Gattungen auf, so dass er als neue Spezies in einer neuen Gattung eingeordnet wurde. Als Folge dieser Untersuchungen wurde die 2011 beschriebene Bakterienart Yaniella fodinae nun als Enteractinococcus fodinae ebenfalls dieser neuen Gattung zugeordnet.
2016 wurde die Gattung Arthrobacter im Hinblick auf chemotaxonomische und phylogenetische Merkmale überprüft. Als Ergebnis wurde mehr als 30 Arten in andere, neu beschriebene Gattungen überführt, die als Glutamicibacter, Paeniglutamicibacter, Pseudoglutamicibacter, Paenarthrobacter und Pseudarthrobacter bezeichnet wurden.

### Aktuelle Systematik
Das Phylum der „Actinobacteria“ enthält derzeit (Stand 2018) die gleichnamige Klasse mit mehreren Ordnungen, u. a. die Actinomycetales und die Micrococcales. In der Ordnung Micrococcales gibt es mehrere Familien, wobei die Dermacoccaceae, Intrasporangiaceae, Microbacteriaceae und Micrococcaceae jeweils mehr als 10 Gattungen beinhalten. Zu der Familie Micrococcaceae gehören die folgenden Gattungen (Stand 2018). Die Angabe von Arten beschränkt sich auf eine Auswahl, wobei in jedem Fall die Typusart der Gattung genannt ist.
Klasse Actinobacteria 

- Ordnung Actinomycetales (…)
- Ordnung Micrococcales

- Familie Micrococcaceae

- Genus Acaricomes Pukall et al. 2006

- Acaricomes phytoseiuli Pukall et al. 2006

- Genus Arthrobacter Conn and Dimmick 1947

- Arthrobacter agilis (Ali-Cohen 1889) Koch et al. 1995 [früher Micrococcus agilis]

- Genus Auritidibacter Yassin et al. 2011

- Auritidibacter ignavus Yassin et al. 2011

- Genus Citricoccus Altenburger et al. 2002 emend. Nielsen et al. 2011

- Citricoccus alkalitolerans Li et al. 2005 emend. Schäfer et al. 2010
- Citricoccus muralis Altenburger et al. 2002 (Typusart)
- Citricoccus nitrophenolicus Nielsen et al. 2012
- Citricoccus parietis Schäfer et al. 2010
- Citricoccus zhacaiensis Meng et al. 2010

- Genus Enteroactinococcus Cao et al. 2012

- Enteractinococcus coprophilus Cao et al. 2012 (Typusart)
- Enteractinococcus fodinae (Dhanjal et al. 2011) Cao et al. 2012 [früher Yaniella fodinae]

- Genus Garicola Lo et al. 2015

- Garicola koreensis Lo et al. 2015

- Genus Glutamicibacter Busse 2016

- Glutamicibacter protophormiae Busse 2016

- Genus Kocuria Stackebrandt et al. 1995

- Kocuria aegyptia Li et al. 2006
- Kocuria arsenatis Roman-Ponce et al. 2016
- Kocuria atrinae Park et al. 2010
- Kocuria carniphila Tvrzová et al. 2005
- Kocuria dechangensis Wang et al. 2015
- Kocuria flava Zhou et al. 2008
- Kocuria gwangalliensis Seo et al. 2009
- Kocuria halotolerans Tang et al. 2009
- Kocuria himachalensis Mayilraj et al. 2006
- Kocuria indica Dastager et al. 2014
- Kocuria koreensis Park et al. 2010
- Kocuria kristinae (Kloos et al. 1974) Stackebrandt et al. 1995 [früher Micrococcus kristinae]
- Kocuria marina Kim et al. 2004
- Kocuria oceani  Zhang et al. 2017
- Kocuria palustris Kovács et al. 1999
- Kocuria pelophila Hamada et al. 2016
- Kocuria polaris Reddy et al. 2003
- Kocuria rhizophila Kovács et al. 1999
- Kocuria rosea (Flügge 1886) Stackebrandt et al. 1995 [früher Micrococcus roseus] (Typusart)
- Kocuria salsicia Yun et al. 2011
- Kocuria subflava  Jiang et al. 2016
- Kocuria turfanensis Zhou et al. 2008
- Kocuria varians (Migula 1900) Stackebrandt et al. 1995 [früher Micrococcus varians]
- Kokuria sp. T160-2

- Genus Micrococcus Cohn 1872 (Approved Lists 1980) emend. Wieser et al. 2002

- Micrococcus aloeverae Prakash et al. 2014
- Micrococcus antarcticus Liu et al. 2000
- Micrococcus cohnii Rieser et al. 2013
- Micrococcus endophyticus Chen et al. 2009
- Micrococcus flavus Liu et al. 2007
- Micrococcus luteus (Schroeter 1872) Cohn 1872 (Approved Lists 1980) emend. Wieser et al. 2002 (Typusart)
- Micrococcus lylae Kloos et al. 1974 (Approved Lists 1980) emend. Wieser et al. 2002
- Micrococcus terreus  Zhang et al. 2010
- Micrococcus yunnanensis Zhao et al. 2009

- Genus Nesterenkonia Stackebrandt et al. 1995 emend. Li et al. 2005

- Nesterenkonia aethiopica Delgado et al. 2006
- Nesterenkonia alba Luo et al. 2009
- Nesterenkonia alkaliphila Zhang et al. 2015
- Nesterenkonia aurantiaca Finore et al. 2016
- Nesterenkonia cremea Sultanpuram et al. 2017
- Nesterenkonia flava Luo et al. 2008
- Nesterenkonia halobia (Onishi & Kamekura 1972) Stackebrandt et al. 1995 [früher Micrococcus halobius] (Typusart)
- Nesterenkonia halophila Li et al. 2008
- Nesterenkonia halotolerans Li et al. 2004
- Nesterenkonia jeotgali Yoon et al. 2006
- Nesterenkonia lacusekhoensis Collins et al. 2002
- Nesterenkonia lutea Li et al. 2005
- Nesterenkonia massiliensis Edouard et al. 2016
- Nesterenkonia pannonica Borsodi et al. 2017
- Nesterenkonia populi Liu et al. 2015
- Nesterenkonia rhizosphaerae Wang et al. 2014
- Nesterenkonia sandarakina Li et al. 2005
- Nesterenkonia suensis Govender et al. 2013
- Nesterenkonia xinjiangensis Li et al. 2004

- Genus Paenarthrobacter Busse 2016

- Paenarthrobacter aurescens Busse 2016

- Genus Paeniglutamicibacter Busse 2016

- Paeniglutamicibacter sulfureus Busse 2016

- Genus Pseudarthrobacter Busse 2016

- Pseudarthrobacter polychromogenes Busse 2016

- Genus Pseudoglutamicibacter Busse 2016

- Pseudoglutamicibacter cumminsii Busse 2016

- Genus Renibacterium Sanders & Fryer 1980

- Renibacterium salmoninarum Sanders & Fryer 1980

- Genus Rothia Georg & Brown 1967

- Rothia aeria Li et al. 2004
- Rothia aerolata Kämpfer et al. 2016
- Rothia amarae Fan et al. 2002
- Rothia dentocariosa (Onishi 1949) Georg & Brown 1967 (Approved Lists 1980) emend. Daneshvar et al. 2004 (Typusart)
- Rothia endophytica Xiong et al. 2013
- Rothia mucilaginosa (Bergan & Kocur 1982) Collins et al. 2000 [früher Stomatococcus mucilaginosus bzw. Micrococcus mucilaginosus]
- Rothia nasimurium Collins et al. 2000
- Rothia terrae Chou et al. 2008

- Genus Sinomonas Zhou et al. 2009 emend. Zhou et al. 2012

- Sinomonas atrocyanea (Kuhn and Starr 1960) Zhou et al. 2009 [früher Arthrobacter atrocyaneus]
- Sinomonas flava Zhou et al. 2009 (Typusart)
- Sinomonas soli Zhou et al. 2012

- Genus Tersicoccus Vaishampayan et al. 2013

- Tersicoccus phoenicis Vaishampayan et al. 2013 (Typusart)
- Tersicoccus solisilvae Sultanpuram et al. 2016

- Genus Yaniella Li et al. 2008

- Yaniella flava (Li et al. 2005) Li et al. 2008
- Yaniella halotolerans (Li et al. 2004) Li et al. 2008 (Typusart)
- Yaniella soli Chen et al. 2012

- Genus Zhihengliuella Zhang et al. 2007 emend. Hamada et al. 2013

- Zhihengliuella alba Tang et al. 2009
- Zhihengliuella flava Hamada et al. 2013
- Zhihengliuella halotolerans Zhang et al. 2007 (Typusart)
- Zhihengliuella salsuginis Chen et al. 2012
- Zhihengliuella somnathii Jha et al. 2015